# Ein Zeichen der Zuneigung
Ein Zeichen der Zuneigung (jap. ゆびさきと恋々 Yubisaki to Renren) ist eine Manga-Serie von Suu Morishita, die in Japan seit 2019 erscheint. Sie wurde unter anderem ins Deutsche übersetzt und 2024 als Anime-Fernsehserie umgesetzt. Die Alltagsgeschichte erzählt von mehreren Liebespaare und Freundeskreisen im Studentenalter mit einer gehörlosen jungen Frau im Mittelpunkt.

## Handlung
Als die 19-jährige Yuki Itose (糸瀬 雪) auf die Uni in Tokio kommt, hat sie es zunächst schwer, Anschluss zu finden. Sie ist gehörlos und war bis dahin nur auf Sonderschulen. Mit ihrer Freundin Rin Fujishiro (藤白 りん) kann sie sich über Textnachrichten aber gut verständigen und bekommt einige Hilfe, wie auch über andere, die für sie mitschreiben. Dann lernt sie in der Bahn zufällig Itsuomi Nagi (波岐 逸臣) kennen, einen gutaussehenden jungen Mann. Sie trifft ihn bald wieder, als sie mit Rin in eine Bar geht, die von Rins Schwarm Kyōya Nagi (波岐 京弥) geführt wird. Der stellt sich als Itsuomis Cousin heraus und auch Itsuomi arbeitet hier regelmäßig. Yuki merkt schnell, dass sie von der sanften, fürsorglichen Art ihrer neuen Bekanntschaft sofort eingenommen ist und ist fasziniert von dessen Sprachkenntnissen und vielen internationalen Bekanntschaften. Wann immer er kann, reist Itsuomi in der Welt herum. Sie trifft ihn häufiger, lernt ihn besser kennen und ist sich bald sicher, dass sie sich in Itsuomi verliebt hat. Der wiederum sucht ebenfalls ihre Nähe, ist von ihrer Art zu kommunizieren begeistert und beginnt, Gebärdensprache zu lernen. Yukis neue Begleitung fällt auch Ōshi Ashioki (芦沖 桜志) auf, einem Kindheitsfreund von Yuki. Er ist einer der wenigen in ihrem Umfeld, der Gebärdensprache beherrscht und hilft ihr gelegentlich, ist aber auch oft unfreundlich und schroff zu ihr. Itsuomi gegenüber ist er misstrauisch.
In Kyōyas Bar lernen die beiden Studentinnen auch Ema Nakazono (中園 エマ) und Shin Iryū (伊柳 心) kennen, zwei Schulfreunde von Itsuomi. Ema hängt immer wieder an Itsuomi und ist seit vielen Jahren in ihn verliebt. Der lässt sie jedoch immer abblitzen. Dennoch sorgt das Verhältnis der beiden für Missverständnisse und Unsicherheit bei Yuki. Während Rin noch versucht, ihrem Schwarm Kyōya näher zu kommen, gesteht Itsuomi Yuki seine Liebe und weist Ema endgültig ab. Denn er merkt, dass auch Ōshi in sie verliebt ist, es aber nicht eingestehen kann, und will nicht zu spät kommen, ehe er wieder verreist. Während Yukis Reise führen sie eine kurze Fernbeziehung, während der in Yuki nur noch mehr Sehnsucht nach Itsuomi wächst. Nach seiner Rückkehr können sie endlich gemeinsam Zeit verbringen. Yuki bemüht sich um einen Nebenjob, um es sich bald leisten zu können, mit ihrem Freund zusammen zu verreisen, der sie unbedingt mitnehmen will. Zur gleichen Zeit kommen auch Rin und Kyōya zusammen. Ōshi wird von Itsuomi aufgeklärt, dass er nun mit Yuki zusammen ist, was dieser nur schwer akzeptieren kann und droht, falls Itsuomi Yuki je traurig machen sollte. Nach langem Zögern berichtet Shin auch Ema davon, dass Itsuomi nun vergeben ist. Er wollte ihr keine Schmerzen bereiten, da er selbst seit Jahren unglücklich in Ema verliebt ist, das ihr aber nie zu gestehen traute. Nun hat Shin die Gelegenheit, doch noch mit Ema zusammenzukommen.

## Veröffentlichung
Die Serie erscheint seit Juli 2019 in einzelnen Kapiteln im Magazin Dessert von Kodansha. Der Verlag brachte den Manga auch gesammelt in bisher zwölf Bänden heraus (Stand: Februar 2025). Eine deutsche Fassung erscheint seit Januar 2021 bei Altraverse in bisher zwölf Bänden (Stand August 2025). Die Übersetzung stammt von Diana Hesse. Der amerikanische Ableger von Kodansha veröffentlicht den Manga auf Englisch, bei Edizioni Star Comics wird eine italienische Fassung herausgegeben und bei Studio JG eine polnische.

## Musical
Im Honda Theater in Tokio wurde im Juni 2021 eine Umsetzung der Geschichte als Musical aufgeführt. Das Skript schrieb Sanae Iijima und Regie führte Maiko Tanaka. Die Musik komponierte Kiyoko Ogino und die Choreografie stammt von Kiyomi Maeda. die Hauptrollen übernahmen Erika Toyohara als Yuki und Takahisa Maeyama als Itsuomi.

## Animeserie
Bei Studio Ajia-do Animation Works entstand unter der Regie von Yūta Murano eine Umsetzung der Geschichte als Anime für das japanische Fernsehen. Die Drehbücher schrieb Yoko Yonaiyama. Das Charakterdesign wurde von Kasumi Sakai entworfen und die künstlerische Leitung lag bei Kohei Honda. Die Tonarbeiten leitete Hiromi Kikuta und für die Kameraführung war Teppei Satō zuständig.
Der Anime wurde erstmals im Juli 2023 angekündigt. Die zwölf Folgen mit je 23 Minuten Laufzeit wurden vom 6. Januar bis zum 23. März 2024 von den Sendern AT-X, Tokyo MX, BS NTV und MBS in Japan ausgestrahlt. Parallel dazu wurde die Serie von der Plattform Crunchyroll per Streaming international veröffentlicht. Dies geschah zunächst mit Untertiteln unter anderem auf Deutsch, Englisch, Italienisch, Russisch und in südostasiatischen Sprachen. Mit etwas Verzögerung folgte die Veröffentlichung von Synchronfassungen für Deutsch, Englisch, Spanisch, Französisch und Portugiesisch.

### Synchronisation
Die deutsche Synchronfassung entstand bei Oxygen Sound Studios unter der Regie von Birte Baumgardt, die auch das Dialogbuch schrieb.
| Rolle         | japanischer Stimme (Seiyū) | deutsche Stimme    |
| ------------- | -------------------------- | ------------------ |
| Yuki Itose    | Sumire Morohoshi           | Léa Mariage        |
| Itsuomi Nagi  | Yū Miyazaki                | Tobias Diakow      |
| Rin Fujishiro | Kaede Hondo                | Valentina Bonalana |
| Kyōya Nagi    | Ryota Ohsaka               | Jonas Lauenstein   |
| Ōshi Ashioki  | Takeo Ōtsuka               | Oscar Räuker       |
| Ema Nakazono  | Nao Tōyama                 |                    |
| Shin Iryū     | Tasuku Hatanaka            | David Turba        |

### Musik
Die Musik der Serie komponierte Yukari Hashimoto. Das Vorspannlied ist Yuki no Ne von Novelbright und für den Abspann verwendete man das Lied Snowspring von ChoQMay.